# Mustiala

Mustiala (1899)

Mustiala var ett av Lars Arnell d. y. 1836 grundlagt finländskt lantbruks- och mejeriinstitut på Mustiala forna överstelöjtnantsboställe i Tammela i Egentliga Tavastland. 
Mustiala var tidigare ett officersboställe, 1840 inrättades där en lägre lantbruksskola, 1845 tillkom en högre avdelning för utbildande huvudsakligen av praktiska jordbrukare. 1865 ändrades undervisningen till huvudsakligen teoretisk, 1881 tillkom en mejeriavdelning och 1883 en kemisk försöksstation.
Efter omorganisationen av Finlands lantbruksläroverk 1908, då den högre lantbruksundervisningen förlades till Helsingfors universitet, blev Mustiala ett lantmannainstitut för utbildning av praktiska jordbrukare.